# Mount Mazama
Mount Mazama – kaldera stratowulkanu w stanie Oregon, w Parku Narodowym Jeziora Kraterowego, w odległości około 90 km na północ od miasta Klamath Falls i około 100 km na północny wschód od Medford. Mieści jezioro Crater Lake. W roku 4860 p.n.e. wydarzyła się tu gigantyczna erupcja, która rozrzuciła pumeks w promieniu 140 km. Opróżniona komora magmowa zapadła się, tworząc kalderę, która później została stopniowo wypełniona wodą. Jezioro obecnie ma wymiary 8×9,6 km.

## Geologia
Wulkan Mazama powstał na przecięciu łańcucha gór Kaskadowych z uskokiem Klamath, otoczonymi przez szereg mniejszych uskoków. Od wschodu obszar jest ograniczony fizjograficzną prowincją Basin and Range. Obszar pod względem geologicznym  został po raz pierwszy opisany szczegółowo  w 1902 roku, natomiast w roku 1942 amerykański geolog i wulkanolog Howel Williams udowodnił, że jezioro kraterowe jest klasycznym przypadkiem zapadnięcia się kaldery. Stosunkowo ciągła erupcja Mount Mazama zaczęła się około 420 000 lat temu i trwała co najmniej przez około 70 000 lat. W jej wyniku kolejne tarcze budowały kopułę stratowulkanu, który osiągnął wysokość około 3700 m n.p.m. Wulkan wybuchł gwałtownie 7700 lat temu, czemu towarzyszyło zapadnięcie się wierzchołka. Obecnie najwyższym punktem jest Mount Scott o wysokości 2721 m leżący około 3 km od brzegu kaldery. Wysokość samej obręczy kaldery waha się od około 2040 m n.p.m. do 2484 m n.p.m., z maksymalnym przewyższeniem powyżej powierzchni jeziora wynoszącym 600 m.